# Aeropuerto Internacional de Járkov
El Aeropuerto Internacional de Járkov (en ucraniano: Міжнародний аеропорт "Харків") (IATA: HRK, OACI: UKHH) es un aeropuerto ubicado en Járkov, Ucrania. Está situado dentro de los límites de la ciudad, a unos 12 km al sureste del centro de Járkov. Además, es el mayor aeropuerto internacional del este de Ucrania.

## Historia
La antigua terminal del aeropuerto de Járkov fue construida en los años 50 con un estilo neoclásico estalinista. Sin embargo, tras la elección de Polonia y Ucrania como sedes de la Eurocopa 2012, se construyó una nueva terminal internacional para cumplir los requisitos de la UEFA.
En junio de 2018, por primera vez desde 2013, el aeropuerto de Járkov comenzó a recibir aviones de fuselaje ancho. No obstante, durante el periodo invernal de 2018 a 2019 se interrumpió temporalmente el servicio a dichas aeronaves en el aeropuerto.
El 18 de octubre de 2018 se conoció que la Administración Federal de Aviación de Estados Unidos permitió de nuevo los vuelos al aeropuerto de Járkov, ya que la ciudad está «situada a una distancia segura de la zona de guerra». Los vuelos estaban restringidos desde 2014, debido a la proximidad del aeropuerto a las operaciones militares de la guerra del Dombás. El levantamiento de la restricción se vio facilitado al verificarse que los vuelos de las compañías aéreas de otros países en sus rutas a través del mar Negro fueron seguros por más de dos años.
Desde el 24 de febrero de 2022, el aeropuerto suspendió temporalmente sus operaciones debido a la invasión rusa de Ucrania. Durante la noche del 25 de marzo las tropas rusas bombardearon el aeropuerto.

## Aerolíneas y destinos
| Aerolíneas                     | Destinos |
| ------------------------------ | --- |
| Azur Air Ukraine               | Chárter estacional: Antalya, Dalaman, Milas-Bodrum, Sharm el-Sheij |
| LOT Polish Airlines            | Varsovia-Chopin |
| Pegasus Airlines               | Estambul-Sabiha Gökçen Estacional: Dalaman, Milas-Bodrum |
| Ryanair                        | Bérgamo, Budapest, Cracovia, Poznan, Varsovia-Modlin |
| SkyUp Airlines                 | Bratislava,Praga Estacional: Barcelona-El Prat, Burgas, Corfú, Heraclión, Lárnaca, Odesa, Rímini, Tel Aviv-Ben Gurión, Tirana, Tivat Chárter estacional: Antalya, Sharm el-Sheij |
| Turkish Airlines               | Estambul |
| Ukraine International Airlines | Kiev-Borýspil, Tel Aviv-Ben Gurión Chárter estacional: Antalya, Kayseri-Erkilet, Sharm el-Sheij                                                                                  |
| Windrose Airlines              | Kiev-Borýspil |
| Wizz Air                       | Berlín-Brandeburgo, Breslavia, Budapest, Cracovia, Dortmund, Gdansk, Lárnaca, Milán-Malpensa, Roma-Fiumicino, Salónica, Tallin, Viena                                            |
| Yanair                         | Batumi |

## Estadísticas
Ver fuente y consulta Wikidata.
| Año  | Pasajeros | Variación respecto al año anterior |
| ---- | --------- | ---------------------------------- |
| 2017 | 806 200   | 034,4 %                            |
| 2018 | 962 000   | 019,0 %                            |
| 2019 | 1 340 800 | 039,4 %                            |